# فرودگاه ورکمن
فرودگاه ورکمن (به انگلیسی: Workman Airpark)  یک فرودگاه خصوصی   است که یک باند فرود چمن دارد و طول باند آن ۶۸۲ متر است. این فرودگاه در  کشور ایالات متحده آمریکا قرار دارد و در ارتفاع ۶۴ متری از سطح دریا واقع شده است.